# Делаборд, Анри-Франсуа
Анри́-Франсуа́ Делабо́рд (фр. Henri-François Delaborde; 1764—1833) — граф, наполеоновский генерал. Его имя выбито на Триумфальной арке в Париже.

## Биография
Родился в Дижоне 21 декабря 1764 года, сын булочника. После получения образования в колледже, Делаборд поступил на военную службу и в 1789 году произведён в унтер-офицеры.

### В рядах революционной армии
В рядах революционной армии принял участие в войнах против коалиции, отличился в сражениях под Мобежем (1792 г.) и Рузаберне (1793 г.), при усмирении восстания в Марселе. Вскоре после этого был произведён в бригадные генералы и назначен губернатором Корсики, но к месту службы не прибыл и отказался от этого поста. Тогда Дюгомье назначил его командиром 5-й дивизии и Делаборд принял участие в осаде Тулона.
В 1794 году Делаборд был отправлен в Пиренейскую армию и во главе бригады штурмовал испанскую позицию при Бидассоа, а затем нанёс решительное поражение генералу Филанджиери при Мескириле в Ронсевальской долине.
В 1796 году Делаборд получил чин дивизионного генерала и находился в Рейнской армии, в 1799 году принял участие в боях при Ней-Бризахе и штурме Филиппсбургских укреплений.
После заключения Люневильского мира получил в командование 3-ю дивизию. В 1801 году Делаборд был назначен командиром 13-й дивизии и награждён орденом Почётного легиона.
В 1807 году Делаборд вернулся на Пиренейский полуостров и, командуя 1-й дивизией, захватил Лиссабон, после чего был назначен управляющим португальской столицей; за отличия получил от Наполеона титул графа.

### Поход в Россию 1812 года
Во время похода в Россию 1812 года Делаборд командовал 1-й гвардейской пехотной дивизией (с 8 февраля 1812 года) в корпусе Мортье и принимал участие в ряде сражений. С 24 августа по 1 сентября 1812 года был губернатором Смоленской губернии. В 1813 г. получил пост губернатора Компьена.
При возвращении Наполеона во Францию с острова Эльбы, Делаборд один из первых стал на его сторону и был сделан канцлером и пэром.

### Реставрация — конец карьеры
С восстановлением Бурбонов карьера Делаборда кончилась; он был включён в проскрипционные списки и предан суду. Однако из-за ошибки писаря, написавшего его фамилию в обвинительных документах Laborde (вместо Delaborde), он был признан формально невиновным.
В дальнейшем Делаборд никаких должностей не занимал и умер в Париже 3 февраля 1833 года.

## Воинские звания
- Капрал (3 сентября 1788 года);
- Лейтенант (30 августа 1791 года);
- Подполковник (19 июля 1792 года);
- Бригадный генерал (11 сентября 1793 года);
- Дивизионный генерал (13 октября 1793 года).

## Титулы
- Граф Делаборд и Империи (фр. comte Delaborde et de l'Empire; декрет от 20 декабря 1808 года, патент подтверждён 12 ноября 1809 года)[3].

## Награды
Легионер ордена Почётного легиона (11 декабря 1803 года)
 Великий офицер ордена Почётного легиона (14 июня 1804 года)
 Большой Крест ордена Воссоединения (3 апреля 1813 года)
 Кавалер военного ордена Святого Людовика (24 октября 1814 года)